# Encyclopedia of Homosexuality
La Encyclopedia of Homosexuality (1990, en español «Enciclopedia de la homosexualidad») es una enciclopedia que se especializa en la homosexualidad. Editada por Wayne R. Dynes, con la ayuda de los editores asociados William A. Percy, Warren Johansson y Stephen Donaldson, contiene 770 artículos. Fue publicada en dos volúmenes por Garland Press en 1990. 
La enciclopedia obtuvo una crítica positiva en Reference & User Services Quarterly y una amplia recensión en el Journal of Homosexuality. Fue mencionada en varias listas de «mejor libro del año».
En 1995 la Enciclopedia fue retirada por Garland, después de que el editor Dynes fuera acusado por el Chronicle of Higher Education de haber publicado artículos bajo el seudónimo Evelyn Gettone. Dynes admito haberlo hecho y se disculpó. Posteriormente Dynes afirmó que lo había hecho por «un grupo de presión de activistas de izquierdas y feminista, que consideraban que la enciclopedia carecía de la corrección política necesaria.»
Poco después de la publicación se comenzó a trabajar en una versión abreviada, en coordinación con Stephen Donaldson, que incluía artículos nuevos y revisados. Debido a la polémica y la retirada del apoyo de Garland, la versión concisa no fue publicada.